# Bathyvermilia challengeri
Bathyvermilia challengeri är en ringmaskart som beskrevs av Zibrowius 1973. Bathyvermilia challengeri ingår i släktet Bathyvermilia och familjen Serpulidae. Inga underarter finns listade i Catalogue of Life.